# Histiotus
Histiotus là một chi động vật có vú trong họ Dơi muỗi, bộ Dơi. Chi này được Gervais miêu tả năm 1856. Loài điển hình của chi này là Plecotus velatus I. Geoffroy, 1824

## Các loài
Chi này gồm các loài: